# Counting Crows
Counting Crows is een Amerikaanse rockband uit Berkeley, Californië die bestaat uit Adam Duritz, David Bryson, Charlie Gillingham, Dan Vickrey, David Immerglück, Jim Bogios en Millard Powers.

## Carrière
Adam Duritz en David Bryson zijn samen in San Francisco begonnen met muziek maken. Zij traden op in lokale cafés en bars. Ze noemden zich pas in 1990 'Counting Crows', naar een Engels citaat uit de speelfilm Signs of Life uit 1968 van Werner Herzog, dat zegt "If you hang on to the flimsiness of anything you may as well be standing there counting crows...".
In 1992 werden ze ontdekt door een producer tijdens de BMI New Music Showcase in San Francisco. Binnen twee maanden hadden ze een platencontract en in juni van dat jaar stonden ze in het voorprogramma van Bob Dylan in Los Angeles. Daarna gingen ze op tournee door Amerika en stonden ze op het podium met de Rolling Stones.
Hun debuutalbum, August and everything after, verscheen in 1993 en werd een redelijk succes. Met de leadsingle Mr. Jones scoorde de band een internationale radiohit en veroverden ze ook Europa. Het tweede studioalbum Recovering the satellites (1996) bracht onder meer de succesvolle single A long December voort.
De teksten van de eerste albums zijn met name geïnspireerd op de depressies van zanger Adam Duritz. Daarna ging het met zijn gemoedstoestand beter, vandaar dat op het album Hard Candy (2002) een wat luchtiger en opgewekter geluid te horen is. Op dit album stond een met zangeres Vanessa Carlton opgenomen uitvoering van Joni Mitchells Big Yellow Taxi als verborgen track. Dit nummer werd in 2003 een grote hit in verschillende landen. In 2004 scoorde de band in Nederland een nummer 1-hit met de song Holiday in Spain, die werd opgenomen met de Nederlandse band BLØF. Ze namen hierna de soundtrack op voor Shrek 2: Accidentally in love.
De band bracht in 2008 hun vijfde album uit, Saturday Nights & Sunday Mornings. Op de Nederlandse release is weer een nummer te horen dat in samenwerking met BLØF opgenomen werd, namelijk Wennen aan september. In 2014 verscheen hun zevende studioalbum, getiteld Somewhere under Wonderland.
De muziek van Counting Crows is vooral beïnvloed door Van Morrison, R.E.M., Mike and the Mechanics, Nirvana, Bob Dylan en The Band.

## Discografie

### Albums
| Album met eventuele hitnotering(en) in de Nederlandse Album Top 100 | Datum van verschijnen | Datum van binnenkomst | Hoogste positie | Aantal weken | Opmerkingen   |
| ------------------------------------------------------------------- | --------------------- | --------------------- | --------------- | ------------ | ------------- |
| August and everything after                                         | 14-09-1993            | 21-05-1994            | 58              | 14           |               |
| Recovering the satellites                                           | 15-10-1996            | 26-10-1996            | 54              | 13           |               |
| Across a wire: Live in New York City                                | 14-07-1998            | 25-07-1998            | 14              | 9            | Livealbum     |
| This desert life                                                    | 02-11-1999            | 06-11-1999            | 21              | 12           |               |
| Hard candy                                                          | 09-07-2002            | 13-07-2002            | 10              | 50           |               |
| Films about ghosts - The best of...                                 | 25-11-2003            | 13-03-2004            | 1 (4wk)         | 34           | Verzamelalbum |
| New Amsterdam: Live at Heineken Music Hall                          | 23-06-2006            | 01-07-2006            | 32              | 7            | Livealbum     |
| Saturday nights & Sunday mornings                                   | 25-03-2008            | 29-03-2008            | 5               | 16           |               |
| iTunes live from SoHo                                               | 22-07-2008            | -                     |                 |              | Livealbum     |
| Aural 6                                                             | 27-11-2008            | -                     |                 |              | Verzamelalbum |
| August and everything after: Live at Town Hall                      | 29-08-2011            | -                     |                 |              | Livealbum     |
| Underwater sunshine (Or what we did on our summer vacation)         | 06-04-2012            | 14-04-2012            | 11              | 6            |               |
| Echoes of the outlaw roadshow                                       | 2013                  | 20-04-2013            | 80              | 1            | Livealbum     |
| Somewhere under Wonderland                                          | 2014                  | 20-09-2014            | 12              | 5            |               |

| Album met hitnotering(en) in de Vlaamse Ultratop 200 albums | Datum van verschijnen | Datum van binnenkomst | Hoogste positie | Aantal weken | Opmerkingen   |
| ----------------------------------------------------------- | --------------------- | --------------------- | --------------- | ------------ | ------------- |
| Recovering the satellites                                   | 1996                  | 02-11-1996            | 21              | 4            |               |
| Across a wire: Live in New York City                        | 1998                  | 01-08-1998            | 16              | 9            | Livealbum     |
| This desert life                                            | 1999                  | 13-11-1999            | 26              | 4            |               |
| Hard candy                                                  | 2002                  | 20-07-2002            | 14              | 11           |               |
| Films about ghosts - The best of...                         | 2003                  | 03-01-2004            | 73              | 5            | Verzamelalbum |
| Saturday nights & Sunday mornings                           | 2008                  | 29-03-2008            | 31              | 8            |               |
| Underwater sunshine (Or what we did on our summer vacation) | 2012                  | 14-04-2012            | 40              | 4            |               |
| Echoes of the outlaw roadshow                               | 2013                  | 27-04-2013            | 120             | 2            | Livealbum     |
| Somewhere under Wonderland                                  | 2014                  | 27-09-2014            | 27              | 7            |               |

### Singles
| Single met eventuele hitnotering(en) in de Nederlandse Top 40 | Datum van verschijnen | Datum van binnenkomst | Hoogste positie | Aantal weken | Opmerkingen                                          |
| ------------------------------------------------------------- | --------------------- | --------------------- | --------------- | ------------ | ---------------------------------------------------- |
| Mr. Jones                                                     | 1994                  | 16-04-1994            | tip14           | -            | Nr. 42 in de Single Top 100                          |
| A long December                                               | 1996                  | 20-12-1997            | tip12           | -            | Nr. 68 in de Single Top 100                          |
| Hanginaround                                                  | 1999                  | -                     |                 |              | Nr. 87 in de Single Top 100                          |
| American Girls                                                | 2002                  | -                     |                 |              | Nr. 77 in de Single Top 100                          |
| Big yellow taxi                                               | 2003                  | 15-02-2003            | 19              | 11           | met Vanessa Carlton / Nr. 23 in de Single Top 100    |
| If I could give all my love - or - Richard Manuel is dead     | 2003                  | -                     |                 |              | Nr. 97 in de Single Top 100                          |
| Holiday in Spain                                              | 2004                  | 05-06-2004            | 1(5wk)          | 20           | met BLØF / Nr. 1 in de Single Top 100 /Alarmschijf   |
| Accidentally in love                                          | 2004                  | 04-09-2004            | 15              | 10           | Soundtrack van Shrek 2 / Nr. 14 in de Single Top 100 |
| You can't count on me                                         | 2008                  | -                     |                 |              | Nr. 69 in de Single Top 100                          |

| Single met hitnotering(en) in de Vlaamse Ultratop 50 | Datum van verschijnen | Datum van binnenkomst | Hoogste positie | Aantal weken | Opmerkingen                                       |
| ---------------------------------------------------- | --------------------- | --------------------- | --------------- | ------------ | ------------------------------------------------- |
| Mr. Jones                                            | 1994                  | 26-03-1994            | 45              | 1            |                                                   |
| Big yellow taxi                                      | 2003                  | 22-02-2003            | 33              | 6            | met Vanessa Carlton / Nr. 19 in de Radio 2 Top 30 |
| Holiday in Spain                                     | 2004                  | 24-07-2004            | tip2            | -            | met BLØF                                          |
| Scarecrow                                            | 2014                  | 23-08-2014            | tip64           | -            |                                                   |
| Earthquake driver                                    | 2015                  | 25-04-2015            | tip88           | -            |                                                   |

### NPO Radio 2 Top 2000
| Nummers met noteringen in de NPO Radio 2 Top 2000 | '04  | '05  | '06  | '07  | '08  | '09  | '10  | '11  | '12 | '13  | '14  | '15  | '16  | '17  | '18  | '19  | '20  | '21  | '22  | '23  | '24  |
| ------------------------------------------------- | ---- | ---- | ---- | ---- | ---- | ---- | ---- | ---- | --- | ---- | ---- | ---- | ---- | ---- | ---- | ---- | ---- | ---- | ---- | ---- | ---- |
| A Long December                                   | -    | -    | -    | 519  | 1824 | 746  | 848  | 807  | 859 | 892  | 1085 | 1082 | 1202 | 1374 | 1844 | 1824 | 1980 | -    | -    | -    | -    |
| Accidentally in Love                              | -    | -    | -    | -    | -    | 1305 | 1323 | 1065 | 726 | 1168 | 1623 | 1312 | 1375 | 1747 | 1767 | 1958 | 1784 | 1833 | 1855 | 1986 | -    |
| Big Yellow Taxi (met Vanessa Carlton)             | -    | 1577 | 1946 | 1322 | 1882 | 1950 | 1693 | 1726 | -   | 1880 | -    | -    | -    | -    | -    | -    | -    | -    | -    | -    | -    |
| Holiday in Spain (met BLØF)                       | 1885 | -    | 77   | 92   | 201  | 185  | 168  | 226  | 269 | 249  | 337  | 334  | 364  | 443  | 271  | 309  | 277  | 342  | 346  | 370  | 511  |
| Mr. Jones                                         | -    | -    | -    | 391  | 1666 | 662  | 643  | 611  | 708 | 568  | 717  | 715  | 485  | 708  | 804  | 943  | 961  | 1086 | 1180 | 1295 | 1305 |
| Round Here                                        | -    | -    | -    | -    | -    | -    | -    | -    | -   | -    | -    | -    | 1388 | 1480 | 1958 | 1930 | -    | -    | -    | -    | -    |

1. ↑  Een '-' betekent dat het nummer niet was genoteerd en een vetgedrukt getal geeft de hoogste notering van een nummer aan.
2. ↑  2004 was het eerste jaar met een notering voor Counting Crows.

### Dvd's
| Dvd's met hitnoteringen in de Nederlandse DVD Music Top 30 | Datum van verschijnen | Datum van binnenkomst | Hoogste positie | Aantal weken | Opmerkingen |
| ---------------------------------------------------------- | --------------------- | --------------------- | --------------- | ------------ | ----------- |
| August and everything after - Live at Town hall            | 2011                  | 10-09-2011            | 11              | 4            |             |